# Alternatív nyelv-összehasonlítás
Az alternatív nyelv-összehasonlítást az áltudományok közé sorolja a történeti nyelvészet. Az alternatív nyelv-összehasonlítás történeti kapcsolatokat kíván állítani különféle nyelvek között azáltal, hogy a közöttük lévő hasonlóságokra hívja fel a figyelmet. Míg az összehasonlító nyelvészet szintén a nyelvek történeti kapcsolatait vizsgálja, a nyelvészek azokat a nyelv-összehasonlításokat, amelyek az összehasonlító nyelvészet módszereit és a tudományos munka általános szabályait figyelmen kívül hagyják, áltudományosnak tekintik.

## Általános jellegzetességei
Az áltudományos nyelv-összehasonlítás általában olyan szavakat választ ki, amelyeknek hasonló a jelentésük és a hangalakjuk két különböző nyelvben. Míg ezek a hasonlóságok a nyelvrokonság bizonyítékainak tűnhetnek a laikusok számára, két ok is létezik, amiért ezek az összehasonlítások megbízhatatlanok. Egyrészt az alkalmazott eljárás nincs jól meghatározva: a hasonlóság kritériuma szubjektív, így nem igazolható vagy cáfolható, ezért nem felel meg a tudomány módszertani elveinek. Másrészt a világ összes nyelve viszonylag nagy szókinccsel rendelkezik, így könnyű véletlenszerű hasonlóságokat találni köztük. (A tudományos nyelv-összehasonlítás kizárja a kölcsönzéseket és a hangutánzó-hangulatfestő szavakat (hisz ezek hasonlósága nem bizonyíték a nyelvi rokonságra), és elsősorban az alapszókincs elemeit veti össze.)
Az összehasonlító nyelvtudomány annak a felismerésnek köszönhetően született meg a 19. században, hogy két nyelv rokonságának a vizsgálatakor éppen nem a hasonlóságokra kell figyelni (ahogyan azt az alternatív nyelv-összehasonlítók teszik), hanem a rendszerszerű különbségekre. Két szó közötti hasonlóság azért nem bizonyíték az azokat használó nyelvek rokonságára, mert a hasonlóság oka kölcsönzés (sőt, akár véletlen egybeesés) is lehet. Mivel a különböző nyelvek mind fonetikailag (hangtanilag), mind szemantikailag (jelentéstanilag) egymástól eltérő módon változnak, a túl nagy hasonlóság inkább kölcsönzésre vagy véletlen egybeesésre utal, mintsem rokonságra. A rendszerszerű különbségek azonban csak a vizsgált szókészlet közös eredetével magyarázhatók. Részletesen lásd a rendszeres hangmegfelelések törvénye szócikket.
Az áltudományos elméletek gyakran hozzák egymással összefüggésbe a jelentősebb ókori civilizációk nyelveit, például az egyiptomit, az etruszkot vagy a sumert olyan izolált nyelvekkel, mint a baszk, a japán vagy az ainu, valamint a földrajzi szomszédaival rokonságban nem álló nyelvekkel, mint például a magyar.

## Az áltudományos nyelv-összehasonlítás jelei
Az alább felsorolt jellegzetességek alkalmasak az áltudományos nyelvészeti munkák beazonosítására. Minél több érvényesül közülük, az áltudományosság valószínűsége annál nagyobb.
- Nem képesek rendszeres megfeleléseket találni a nyelvek között.
- Nem tudnak nyelvtani bizonyítékokat felmutatni a rokonságra: állításaik kizárólag a szókincsen alapulnak.
- Az összehasonlított alakok önkényes feldarabolása: az összehasonlítások csupán a szavak egyes részeire – általában első szótagjára (pl. “gyökelmélet”) – vonatkoznak, a többi részt figyelmen kívül hagyják.
- A szavak alaktanának (morfológiájának) figyelmen kívül hagyása: például a ragozatlan tőalakokat ragozott alakokkal vetik össze.
- A szókölcsönzés lehetőségének kizárása.
- A nyelvek tipológiai hasonlóságára alapoznak, és a nyelvek alaktani sajátosságait hozzák fel a rokonság bizonyítékaként.
- Az ismert nyelvtörténet figyelmen kívül hagyása: a szavak mai alakjának a használata, figyelmen kívül hagyva az adott nyelvek dokumentált vagy rekonstruált történetét.
- A már megalapozott eredmények semmibevétele új, spekulatív elméletek kedvéért: például kölcsönszavak vagy mesterségesen (nyelvújításkor) létrehozott szavak felhasználása a bizonyítás során.
- Földrajzilag egymástól igen távol álló nyelvek összehasonlítása, főleg olyan összefüggésben, amely egykori, elveszett civilizációkról regél.
- Arra vonatkozó állítások, hogy a bizonyítani kívánt távoli nyelvrokonság nyilvánvaló és könnyen megállapítható. A távoli nyelvrokonság azonban – mint amilyen pl. az angol és a hindi között vagy a magyar és a finn között fennáll – felületes vizsgálattal nem válik nyilvánvalóvá, csak a tudományos összehasonlító módszer sikeres alkalmazásával állapítható meg.
- Munkáikat nem közlik szakmailag lektorált nyelvészeti folyóiratokban.
- Annak állítása, hogy egy elmélet kritikája a tradicionalizmusnak, ideológiai tényezőknek vagy a szakértő nyelvészközösség hazai vagy nemzetközi összeesküvésének tudható be.